# Huisabdij
Een huisabdij is een abdij, die in een speciale relatie staat tot  een adellijke dynastie.
Vaak, maar niet altijd, werd de latere huisabdij door een lid van de adellijke dynastie gesticht. In elk geval doneerde het adellijk geslacht grondbezit, financiële steun of andere bezittingen aan de huisabdij. Door het bezit van een huisklooster verzekerden zij zich van de mogelijkheid of overleden familieleden bij te zetten in graftomben en hun georganiseerd te herdenken (memoria). Vaak wordt in kronieken van huisabdijen van zulke abdijen de verdiensten, maar ook meer in het algemeen de geschiedenis van de stichtende adellijke dynastieën beschreven.  
Enige voorbeeld van huisabdijen:
- Merovingen: 
  - abdij van Saint-Denis
- Robertijnen:
  - abdij van Lorsch
- Karolingen: 
  - abdij van Prüm
  - abdij van Sint-Medardus
- Saliërs:
  - abdij van Echternach
- Liudolfingen, Ottonen: 
  - abdij van Reichenau
  - sticht Gandersheim
  - sticht Quedlinburg
  - sticht Essen
- Ezzonen:
  - abdij van Brauweiler